# 日落大道60号演播室
《日落大道60号》（英語：Studio 60 on the Sunset Strip）是一部讲述直播喜剧节目幕后故事的美国喜剧剧情电视连续剧，由艾伦·索金创作并主编，主要演员包括马修·派瑞、阿曼达·皮特和布莱德利·惠特福德。剧集于2006年9月18日至2007年6月28日期间在全国广播公司旗下频道播出，全一季共22集。

## 概述
剧集围绕国家广播公司（NBS）直播喜剧节目《日落大道60号》的幕后故事展开，两者类似于现实中的NBC及其旗下直播综艺节目《周六夜现场》。《老友记》中扮演钱德勒的马修·派瑞在剧中饰演编剧马特·阿尔比，《白宫风云》中扮演乔希·莱曼的布莱德利·惠特福德出演其搭档制作人丹尼·特里普。曾出演《致命ID》的阿曼达·皮特则会作为NBS新任娱乐节目主管，将这对黄金搭档招致麾下负责公司招牌节目《日落大道60号》。
本剧由《白宫风云》创作人艾伦·索金开发创作，并由他和托马斯·施拉姆共同监制，在位于加利福尼亚州洛杉矶县伯班克的华纳兄弟工作室拍摄制作。剧集于2006年9月18日在美国开播，当地每周一晚10点上映。媒体报道称《日落大道60号》每集拍摄成本为250万至300万美元。尽管如此，NBC仍于2006年11月9日确定第一季全季共22集。
2007年5月14日，NBC正式宣布不会续约拍制《日落大道60号》第二季，这也是艾伦·索金迄今为止唯一一部只播出一季的电视作品。

## 卡司

### 主要演员
- 马修·派瑞 饰 马特·阿尔比（Matt Albie）

《日落大道60号》前任编剧和制作人之一，刚刚获得美国编剧工会奖，近期作为主编和执行制作人重回剧组。
- 布莱德利·惠特福德 饰 丹尼·特里普（Danny Tripp）

节目前任制作人，马特多年好友与搭档，近来因酗酒和物质依赖秘密入住戒治中心，出院后再次与马特搭档制作节目。
- 阿曼达·皮特 饰 乔丹·麦克迪尔（Jordan McDeere）

全国广播公司（NBS）新聘娱乐节目总裁，年轻大胆高效，以丹尼秘密住院一事为筹码重新请回被公司主席解雇的他和马特。
- 莎拉·保罗森 饰 哈丽雅特·海耶斯（Harriet Hayes）

知名喜剧演员，《日落大道60号》三大主演之一，虔诚的基督教教徒，马特前女友。
- 内特·考德瑞 饰 汤姆·基特（Tom Jeter）

节目三大主演之一，来自一户朴实的中西部人家，深受年轻女性观众追捧。
- D·L·休格利（英语：D. L. Hughley） 饰 西蒙·斯泰尔斯（Simon Stiles）

节目三大主演之一，成长于一个帮派横行的非裔社区，希望能有更多非裔电视工作者加入剧组，不擅长应对娱乐媒体。
- 斯蒂文·韦伯 饰 杰克·鲁道夫（Jack Rudolph）

全国广播公司（NBS）现任主席，乔丹顶头上司，4年前因理念不合解雇马特和丹尼。
- 蒂莫西·巴斯菲尔德 饰 卡尔·尚利（Cal Shanley）

《日落大道60号》导演，两个孩子的父亲，二战历史爱好者。

### 客串演员
- 贾德·赫希在第1集《导航集》中饰演剧中剧《日落大道60号》的原创制作人韦斯·门德尔（英语：List of Studio 60 on the Sunset Strip characters#Wes Mendell）。
- 《绝望主妇》主演菲丽西提·霍夫曼在第1集中以她本人身份出场，她还主演过艾伦·索金的第一部电视剧《体育之夜（英语：Sports Night）》。
- 马修·派瑞好友、《吉尔莫女孩》主演劳伦·格拉汉姆（英语：Lauren Graham）在第5集《长篇封面报道》和第6集《杀青派对》中以她本人身份出场。
- 约翰·古德曼在第7集《内华达日·上》和第8集《内华达日·下》中饰演内华达州帕伦普地区的一位法官。
- 美国版《一掷千金（英语：Deal or No Deal (U.S. game show)）》主持人豪伊·曼德尔在第10集《B12注射剂》中以他本人身份出场。
- 今夜秀（英语：The Tonight Show）时任主乐手凯文·尤班克斯（英语：Kevin Eubanks）在第11集《圣诞秀》中以他本人身份出场。
- 《白宫风云》主演艾莉森·珍妮在第17集《灾难秀》中以她本人身份出任《日落大道60号》嘉宾主持人。

### 客席歌手
- 嘻哈音乐组合邪恶黑帮（英语：Three 6 Mafia）在第1集中登台演唱《来来回回（英语：Side 2 Side）》。
- 史汀在第5集《长篇封面报道》中出场弹唱《金色田野（英语：Fields of Gold）》、约翰·道兰德的《回来吧，亲爱的（英语：Come Again (Dowland)）》以及两首鲁特琴作品。
- 肯妮·贝儿在第10集《B12注射剂》中登台弹唱《宛若流星（英语：Like a Star）》和《难以入眠（英语：Trouble Sleeping (song)）》。
- 娜塔莉·科尔在第14集《哈丽雅特晚宴·下》中登台演唱《我悄声祈祷（英语：I Say a Little Prayer）》。
- 杰西卡·辛普森在第7至9集《内华达日·上/下》和《期权时限》中被连续提及，但她本人并未出场。

## 剧集
| 集数 | 標題                                       | 導演                                 | 編劇                                                                     | 客串嘉宾                     | 首播日期       |
| --- | ------------------------------------------ | ------------------------------------ | ------------------------------------------------------------------------ | ---------------------------- | -------------- |
| 1 | 导航集 Pilot                               | 托马斯·施拉姆                        | 艾伦·索金                                                                | 菲丽西提·霍夫曼 邪恶黑帮组合 | 2006年9月18日  |
| 在全国广播公司（NBS）招牌节目《日落大道60号》的直播现场，监制韦斯·门德尔无法忍受频频因场外因素被迫临时删改剧本，中断节目向电视机前的广大观众怒斥当下电视圈和电视台高层。为挽救旗下金字招牌，NBS董事会新近聘请的娱乐节目总裁乔丹·麦克迪尔决定请回4年前被公司主席解雇的节目编剧马特·阿尔比及其搭档制作人丹尼·特里普。 |                                            |                                      |                                                                          |                              |                |
| 2 | 冷开场 The Cold Open                       | 托马斯·施拉姆                        | 艾伦·索金                                                                | 马克·沃尔伯格 白线条         | 2006年9月25日  |
| 马特·阿尔比和丹尼·特里普的回归备受瞩目，而他们更是要在五天之内交出作为《日落大道60号》执行制作人的第一期节目。新手总裁乔丹·麦克迪尔顶住来自媒体和广告商的压力，决定不拿下饱受争议的讽刺短剧《疯狂基督徒》。当家主演哈丽雅特尝试与前男友、现监制马特合作，而现任编剧里基和罗恩则并不情愿与马特和丹尼合作。 |                                            |                                      |                                                                          |                              |                |
| 3 | 焦点小组 The Focus Group                   | 克里斯托弗·米西亚诺                  | 艾伦·索金                                                                | 罗伯·莱纳 格温·史蒂芬妮      | 2006年10月2日  |
| 电视台焦点小組认为马特和丹尼回归后第一集节目的高收视纯属偶然。《日落大道60号》剧组成员对高收视感到满意，但也害怕剧集节目后劲不足。与此同时，哈丽雅特对马特在和她分手后曾与她的同事珍妮拍拖一事感到极其不满。 |                                            |                                      |                                                                          |                              |                |
| 4 | 西海岸跨区延迟 The West Coast Delay        | 蒂莫西·巴斯菲尔德                    | 马克·戈夫曼 & 艾伦·索金                                                  | 无                           | 2006年10月9日  |
| 曾获普立兹奖的《名利场》专栏作家玛莎·奥戴尔希望写一篇有关《日落大道60号》的封面报道，为此总裁乔丹允许她亲身探察整个节目的制作过程。 哈丽雅特把大联盟知名选手送给她的棒球棒转送马特，他看到球手在上面留下的电话号码后十分妒忌不快。 节目在东岸现场直播后，制作人员发现其中一出栋笃笑抄袭他人作品。丹尼和马特必需分秒必争，在西岸播放前解决这个版权问题。                                                                     |                                            |                                      |                                                                          |                              |                |
| 5 | 长篇封面报道 The Long Lead Story           | 大卫·彼特拉克                        | 劇本創作 ：Dana Cavlo 故事構思 ：艾伦·索金                               | 劳伦·格拉汉姆 史汀           | 2006年10月16日 |
| 在剧组与客串嘉宾劳伦·格拉汉姆和史汀彩排时，一位记者试图了解马特与哈丽雅特之间的故事，总裁办公室里的乔丹则不得不批准制作一部毫无意义但却能盈利不菲的真人秀系列节目。 |                                            |                                      |                                                                          |                              |                |
| 6 | 杀青派对 The Wrap Party                    | 大卫·塞梅尔                          | 劇本創作 ：Melissa Myers & Amy Turner 故事構思 ：艾伦·索金               | 劳伦·格拉汉姆                | 2006年10月23日 |
| 酒后的乔丹试图与节目剧组成员交朋友。丹尼将3位女性友人介绍给马特，希望他可以摆哈丽雅特的影子。汤姆·基特带父母参观剧组工作的录影棚。卡尔·尚利则要接待处理一位与《日落大道60号》颇有渊源的神秘老人。 |                                            |                                      |                                                                          |                              |                |
| 7 | 内华达日·上 Nevada Day, Part I             | 莱斯莉·林卡·格拉特 蒂莫西·巴斯菲尔德 | 劇本創作 ：马克·麦金尼 故事構思 ：艾伦·索金                              | 杰西卡·辛普森                | 2006年11月6日  |
| 被认为是反同性恋的哈丽雅特在餐厅外遭到路人骚扰，同行的汤姆·基特出手相助与肇事者发生肢体冲突，结果却被警方拘留。随后他又因自己在内华达州留有未解决的超速驾驶记录，被带往案发地帕伦普地区。另一边，NBS主席正与一位来自中国的大客户商谈合作事宜，而客户女儿正是汤姆·基特的忠实粉丝，她非常希望可以亲眼见到自己的偶像。于是一干人等赶赴内华达州“营救”汤姆，然而中断小长假来处理案件的主审法官最讨厌的节目就是《日落大道60号》…… |                                            |                                      |                                                                          |                              |                |
| 8 | 内华达日·下 Nevada Day, Part II            | 蒂莫西·巴斯菲尔德                    | 劇本創作 ：David Handelman & Cinque Henderson 故事構思 ：艾伦·索金       | 待公佈                       | 2006年11月13日 |
| NBS一干人等要把汤姆从陈年旧案中解救出来，以便继续准备当晚的直播节目。受到牵连的西蒙身陷内华达赶不上彩排，马特尝试找迪伦与哈丽雅特合作。 |                                            |                                      |                                                                          |                              |                |
| 9 | 期权时限 The Option Period                 | 约翰·福滕伯里                        | 劇本創作 ：Christina Kiang Booth & 马克·戈夫曼 故事構思 ：艾伦·索金      | 无                           | 2006年11月20日 |
| 现任编剧主管里基和罗恩暗自撰写情景喜剧《周边视觉男》（），打算卖给福克斯电视台并离开《日落大道60号》剧组。马特不认为他们这部剧会在福克斯取得成功，并试图挽留他们。哈丽雅特打算为杂志拍摄一辑内衣写真，汤姆和西蒙出于形象的考虑出言劝阻。乔丹和丹尼在削减剧集制作成本的问题上各不相让：要么接受产品植入，要么解雇15名剧组工作人员。                                                                                          |                                            |                                      |                                                                          |                              |                |
| 10 | B12注射剂 B-12                             | 布莱恩·戈登                          | 伊莱·艾蒂 & 艾伦·索金                                                    | 豪伊·曼德尔 肯妮·贝儿        | 2006年11月27日 |
| 里基和罗恩带走几乎所有的编剧，只留下两位经验不足的新手——达里乌斯和露西，于是马特找来节目前任编剧安迪·麦基诺救场。达里乌斯和露西好不容易憋出一段关于胁持人质的及格喜剧，却因为同时发生的一起人质挟持悲剧而不得不临时撤稿。不光编剧组人手短缺，不少演员也感染病毒感到不适，虚弱的乔丹则告诉丹尼自己有孕在身。 |                                            |                                      |                                                                          |                              |                |
| 11 | 圣诞秀 The Christmas Show                  | 丹·阿提亚斯                          | 劇本創作 ：Christina Kiang Booth & Cinque Henderson 故事構思 ：艾伦·索金 | 蒂皮蒂纳基金会成员           | 2006年12月4日  |
| 马特想为炎炎冬日的洛杉矶制作一集充满圣诞气氛的圣诞节特辑，他原本打算找汤姆和西蒙给编剧提些建议，结果大家却为圣诞起源等等问题争吵起来。NBS新闻部在阿富汗采访时遭遇榴弹突袭，受访士兵在现场直播中受惊爆粗，导致NBS遭受联邦通信委员会罚款，但主席杰克坚决不认同委员会的决定。丹尼找来无家可归的新奥尔良乐手在圣诞节特辑中登台演出，同时发觉自己爱上乔丹并向她告白。                                                            |                                            |                                      |                                                                          |                              |                |
| 12 | 星期一 Monday                              | 劳伦斯·特里林                        | 劇本創作 ：Dana Calvo & David Handelman 故事構思 ：艾伦·索金             | 无                           | 2007年1月22日  |
| 丹尼对乔丹展开疯狂追求，这让她有点吃不消。杰克就联邦通信委员会罚款一事向此前洽谈的中国大客户寻求协助。马特在网上匿名竞标与哈丽雅特同桌共进晚宴的机会。杰克新聘请的真人秀节目副总裁哈莉与娱乐节目总裁乔丹互相看不顺眼并发生冲突。 |                                            |                                      |                                                                          |                              |                |
| 13 | 哈丽雅特晚宴·上 The Harriet Dinner         | 蒂莫西·巴斯菲尔德                    | 劇本創作 ：伊莱·艾蒂 故事構思 ：艾伦·索金                                | 冈政伟                       | 2007年1月29日  |
| 正当一众剧组成员参加哈丽雅特的领奖晚宴时，一条毒蛇在录影棚里意外失踪，丹尼和乔丹则被意外地关在录影棚天台。 |                                            |                                      |                                                                          |                              |                |
| 14 | 哈丽雅特晚宴·下 The Harriet Dinner Part II | 约翰·福滕伯里                        | 劇本創作 ：Dana Calvo & 马克·戈夫曼 故事構思 ：艾伦·索金                 | 待公佈                       | 2007年2月5日   |
| 哈丽雅特领奖晚宴的第二部分。 |                                            |                                      |                                                                          |                              |                |
| 15 | 五夜大毙稿 The Friday Night Slaughter      | 托马斯·施拉姆                        | 劇本創作 ：Melissa Myers & Amy Turner 故事構思 ：艾伦·索金               | 待公佈                       | 2007年2月12日  |
| 哈丽雅特晚宴故事后续收尾，马特回想起当年刚进剧组的自己，以及每个星期五晚上总编剧枪毙稿件的场景。 |                                            |                                      |                                                                          |                              |                |
| 16 | 凌晨4点奇迹 4am Miracle                    | 劳拉·英尼斯                          | 劇本創作 ：马克·麦金尼 故事構思 ：艾伦·索金                              | 待公佈                       | 2007年2月19日  |
| 乔丹与丹尼打赌他能否照看好一个电子婴儿，结果出人意表。哈丽雅特因同时进行的电影拍摄而未能按时参与节目彩排，同时她就电影对真实人物的处理有失公正而与导演讨论无果。正当失去灵感的马特期待“凌晨4点奇迹”降临时，靓丽女律师玛丽·泰特因一位节目前任女编剧的性别歧视和性骚扰指控登门拜访，这也让马特开始从新的角度审视他与属下演员哈丽雅特的关系。                                                                                  |                                            |                                      |                                                                          |                              |                |
| 17 | 灾难秀 The Disaster Show                   | 托马斯·施拉姆                        | 劇本創作 ：Chad Gomez Creasey & Dara Resnik Creasey 故事構思 ：艾伦·索金 | 艾莉森·珍妮 梅西·格雷        | 2007年5月24日  |
| 丹尼一时意气得罪幕后道具组和提词卡工作人员，导致后者们在节目即将开播之际举行罢工。卡尔不但要一个人独挑大梁，还得安抚孤立无援的嘉宾主持艾莉森·珍妮。与此同时，后台的杰克半醉半醒，录影棚则遭遇炸弹惊魂。 |                                            |                                      |                                                                          |                              |                |
| 18 | 突发新闻 Breaking News                     | 安德鲁·伯恩斯坦                      | 艾伦·索金                                                                | 格兰·贝尔·费舍尔             | 2007年5月31日  |
| 剧组里人人都因节目近期收视率低迷担心不已。马特的助理发现他滥用物质而厉声劝阻。汤姆远在阿富汗服役的弟弟马克失去联系。性别歧视和性骚扰官司出现转折。乔丹腹中的胎儿一整天毫无动静，这让她忧心忡忡。 |                                            |                                      |                                                                          |                              |                |
| 19 | 人质事件·上 K & R                          | 蒂莫西·巴斯菲尔德                    | 劇本創作 ：马克·戈夫曼 故事構思 ：艾伦·索金                              | 格兰·贝尔·费舍尔             | 2007年6月7日   |
| 汤姆获悉失联的弟弟为当地武装分子所挟持，杰克试图控制媒体对于绑架事件的报导，避免绑匪因汤姆的名声而提高赎金要求。 医院里的丹尼为乔丹担忧不已，马特则回想起他与哈丽雅特8年来的点点滴滴。 |                                            |                                      |                                                                          |                              |                |
| 20 | 人质事件·中 K & R, Part 2                  | 戴夫·查维兹                          | 劇本創作 ：Jack Gutowitz & Ian Reichbach 故事構思 ：艾伦·索金            | 无                           | 2007年6月14日  |
| 军方代表特地前来安抚汤姆，西蒙试图在媒体面前为好友汤姆发声回击却意外失言。 医院里早产的乔丹情况不容乐观，丹尼苦苦守候。马特试图稳定军心，脑海里却一直在回想6年前的《日落大道60号》…… |                                            |                                      |                                                                          |                              |                |
| 21 | 人质事件·下 K & R, Part 3                  | 蒂莫西·巴斯菲尔德                    | 艾伦·索金 & 马克·麦金尼                                                  | 无                           | 2007年6月21日  |
| 乔丹和汤姆的弟弟马克仍旧生死未卜。杰克与西蒙谈及如何防止上集最后后者的失控成为压垮《日落大道60号》的最后一根槄草，同时回忆起4年前解雇丹尼和马特的真正缘由。 |                                            |                                      |                                                                          |                              |                |
| 22 | 是日回响 What Kind of Day Has It Been      | 布莱德利·惠特福德                    | 艾伦·索金                                                                | 无                           | 2007年6月28日  |
| 人质事件最后的结尾，马特与哈丽雅特最后的交心。丹尼打定决心，不论乔丹这次是否能否撑过去，他都要做孩子的爸爸——但这里还有一道法律障碍。 |                                            |                                      |                                                                          |                              |                |

## 播映
| 国家或地区 | 电视台及频道        | 播出日期      | 播出时间             |
| ---------- | ------------------- | ------------- | -------------------- |
| 加拿大     | CTV电视网           | 2006年9月17日 | 东部时间每周日晚10时 |
| 美国       | 全国广播公司（NBC） | 2006年9月18日 | 东部时间每周一晚10时 |
| 中國香港   | 无线电视明珠台      | 2007年3月16日 | 每周四晚晚间新闻后   |
| 英国       | 第四台More4         | 2007年        | 待定                 |
| 爱尔兰     | TV3（现Virgin One） | 待定          | 待定                 |

## 备注
1. 1 2 3 4  剧中剧提及的客串嘉宾或乐手并未出现在真实剧集当中。
2. ↑  白线条原计划作为剧中剧客席乐手登台表演，因故取消后马特邀请洛杉矶爱乐乐团担任他和丹尼回归首集的嘉宾乐手。